# Théâtre de Paleá Epídavros
Le Théâtre de Paleá Epídavros (grec moderne : Θέατρο Αρχαίας Πόλεως Επιδαύρου) est un théâtre grec antique, situé sur le versant de l'acropole de la cité antique d'Épidaure, en Grèce, à proximité de l'actuel village de Paleá Epídavros,.

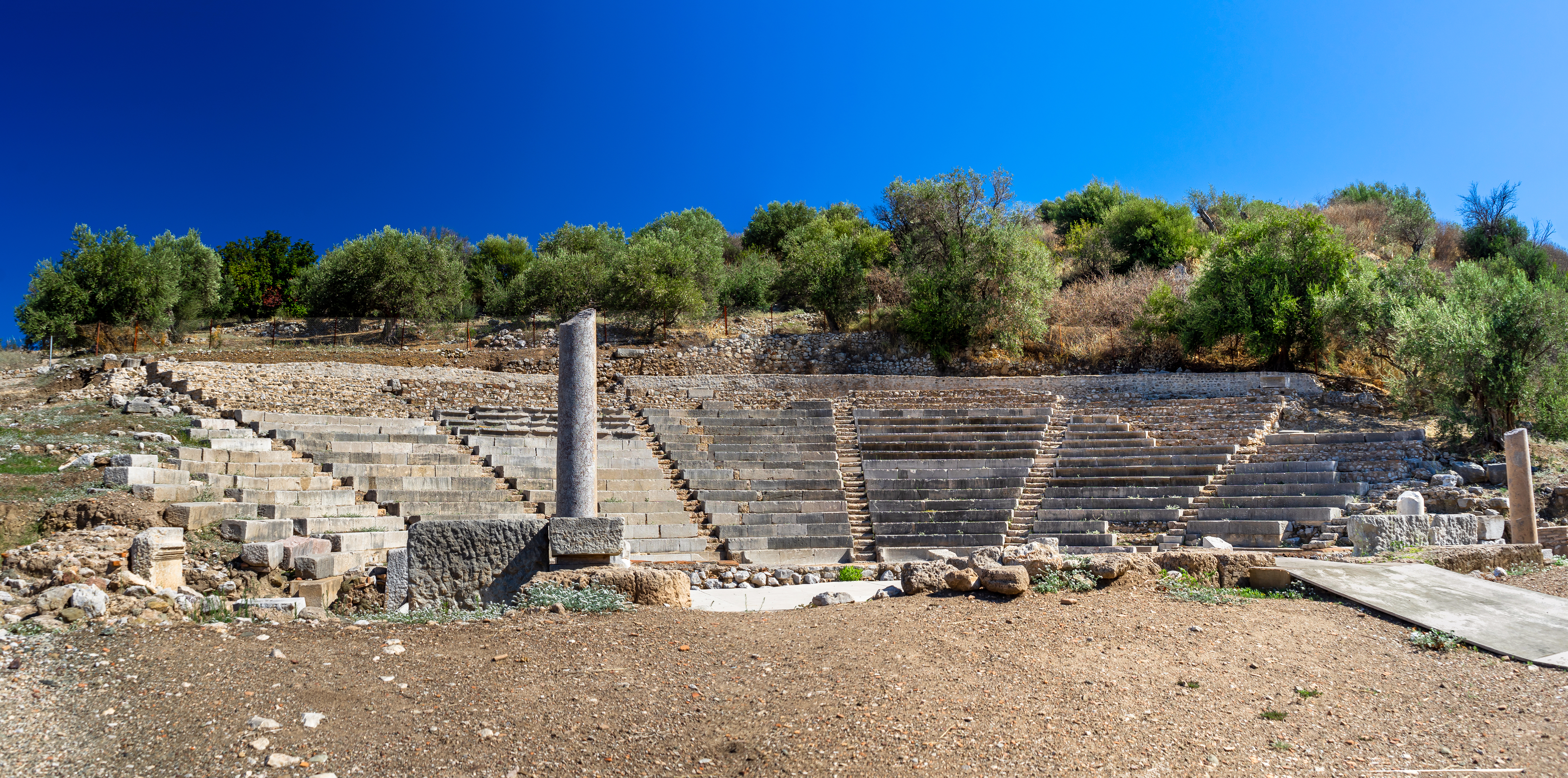
Vue du Petit Théâtre d'Épidaure.

La construction du théâtre a lieu de manière successive, en plusieurs phases, dont la première remonte à la période classique, plus précisément au cours du IIIe siècle av. J.-C., tandis qu'elle se poursuit jusqu'à la période hellénistique. Des modifications architecturales supplémentaires ont lieu également au cours de la période romaine. Le site du théâtre est découvert en 1970, tandis que des fouilles archéologiques organisées sur le site commencent en 1972. Parallèlement, d'autres fouilles archéologiques de moindre envergure sont menées sur le site en 1989,.
Exemple typique de théâtre grec antique, ce théâtre est de forme semi-circulaire, avec la présence d'un orchestre en son centre. Initialement de forme circulaire, l'orchestre est transformé en forme semi-circulaire au cours de la période romaine. À ce jour, 18 rangées de sièges sont mises au jour au sein du théâtre, divisé en neuf sections, séparées par des rangées de marches disposées de manière verticale. La capacité d'accueil est estimée à au moins 2 000 spectateurs. Le théâtre est dans un état de conservation relativement bon et subit un certain nombre de travaux de restauration,.
Ce théâtre ne doit pas être confondu avec le théâtre d'Épidaure, de dimensions plus importantes et davantage connu, situé à proximité de l'Asclépiéion d'Épidaure. Aujourd'hui, le théâtre est utilisé comme lieu de représentations théâtrales lors de festivals, tels que, entre autres, le Festival d'Athènes-Épidaure,.